# 請求権
請求権（せいきゅうけん）とは、他人に対し、一定の行為を請求することができる権利のことである。
日本では、法学で「請求権」という語を使う場合、伝統的にドイツ法学の Anspruch の訳語として使われてきた。しかし、最近では英米の法理学において権利概念の分類の一つとして claim という語を用いることがあり、その訳語として「請求権」という語が使われることもある。

## ドイツ法学に由来する請求権概念
請求権（せいきゅうけん）とは、他人に対し行為（作為、または不作為）を請求することができる権利のことである。もっとも、このような定義によると、ほぼ同様の定義をする債権との関係が不明確になり、両者の関係が問題となる（実際、両者は厳密に区別して使用されているわけではない）が、この点を考察するためには請求権概念が生み出された歴史を概観する必要がある。
歴史的に見ると、ローマ法では、現在と異なり実体法と手続法とが未分化であり、それゆえ実体法上の権利と手続法上の権利との関係も未分化の状態にあった。具体的には、民事訴訟で救済の対象となる個々の権利の類型が、それぞれ固有の手続と結びつけられており、そのような権利を actio （「訴権」と訳されることがあるが、民事訴訟法学にいう「訴権」とは異なる。）として把握する構成を採っていた。その結果、裁判所に訴えを提起して救済を求める権利である actio を離れて実体法上の権利を認識することはできなかった（もっとも、actio を離れて実体法上の権利を認識することはできなかったという認識は間違いであるという有力な批判もある）。
その後、ドイツにおいてローマ法の継受が行われたが、19世紀のドイツ民法学で実体法と手続法との分化が行われるようになったため、actio も実体法と手続法との分化という視点から再構成される。すなわち、実体法上の権利として私権が観念され、手続法上の権利として訴え提起により裁判所の審理を受けることができる権利である訴権が観念されるようになる。請求権概念は、このように分化した私権と訴権とを媒介する概念として考え出された概念であり、実体法上の権利（物権や債権）があることを前提に、当該権利が他人に対して行為を要求できるという形態を採った場合に、そのような形態を採った権利が請求権であり、そのような請求権を満足させるために手続法（民事訴訟法）上の権利としての訴権が認められることになる。したがって、請求権は、債権から（債権的請求権）だけではなく、物権からも発生し（物権的請求権）、一定の親族の地位からも発生する（親族的請求権）。
若干具体的にいうと、ある物の所有権（実体法上の権利）を有している者 (X) が、当該物を他人 (Y) に奪われた場合、Xの所有権は、当該物を返還するようYに対して要求できる権利（請求権、いわゆる物権的請求権）として把握される。そして、そのような返還請求権を満足させるための民事訴訟法上の権利として、裁判所に対して訴えを提起し審判を受ける権利（訴権）が把握される。
もっとも、請求権の発生原因となる実体法上の権利が債権（例：損害賠償を請求することができる権利）である場合は、債権と請求権との関係が不明瞭になる。この点については、債権は、債務者からの給付を受領し保持することを法律上正当視される点に本体がある財産権であるのに対し、請求権は、その本体的な機能に伴う作用であり、相手に対して行為を請求する権利に尽きると一般的に説かれている。ただし、前述したとおり厳密に区別して用語が使われているわけではない。

## 英米法学に由来する請求権概念
英米の法理学においては、W. N. ホーフェルド(Wesley Newcomb Hohfeld) による法的関係の分析以来、権利概念を、その帰属主体と他人との関係から claim, liberty (又は privilege), power, immunity に分けて考察することが行われている。そして、ここでいう claim の訳語として請求権の語が用いられる。
ここでいう請求権は、ある者 (X) が他人 (Y) に対して一定の行為を請求する権利を持ち、YはXに対してそれを履行する義務を負うという対応関係がある場合における、Xの地位を表すものとして用いられる。
つまり、ドイツ法学に由来する請求権概念は、実体法上の権利と訴権とを媒介する概念として用いられるのに対し、英米法学に由来する請求権概念は、他人との関係を念頭に置いた概念であるという差異があり、両者は対応する概念ではない。